# 单叶乳香树
单叶乳香树是橄榄科乳香树属植物，原产索科特拉岛。单叶乳香树是乳香树属仅有的三个具有单叶而非复叶的种之一（另外两个是矮乳香树、单波叶乳香树）。种加词取自英国俄裔植物学家与昆虫学家乔治·巴兹尔·波波夫。